# Lecidea conglutinata
Lecidea conglutinata är en lavart som beskrevs av H.Magn.. Lecidea conglutinata ingår i släktet Lecidea, och familjen Lecideaceae. Arten är reproducerande i Sverige.